# هيروكازو أوسامي
هيروكازو أوسامي (باليابانية: 宇佐美 宏和) (18 يونيو 1987 في أوساكا في اليابان – )؛ هو لاعب كرة قدم ياباني سابق كان يلعب كمدافع.

## وصلات خارجية
- هيروكازو أوسامي على موقع رابطة كرة القدم اليابانية للمحترفين (اليابانية)
- هيروكازو أوسامي على موقع قاعدة بيانات كرة القدم.إي يو (الإنجليزية)
- هيروكازو أوسامي على موقع Soccerway.com (الإنجليزية)
- هيروكازو أوسامي على موقع عالم كرة القدم.نت (الإنجليزية)